# Professionista sanitario
Il professionista sanitario (anche professionista socio-sanitario) è colui che fornisce servizi di assistenza socio-sanitaria preventiva, curativa, promozionale o riabilitativa in modo sistematico a persone, famiglie o comunità.

## Descrizione
Le professioni sanitarie rappresentano un'ampia varietà di professioni e occupazioni che forniscono un qualche tipo di servizio sanitario, tra cui operatori sanitari diretti come medici, infermieri, psicologi, assistenti sanitari, biologi, fisioterapisti, dentisti, farmacisti, logopedisti, terapisti occupazionali, terapisti comportamentali, nonché altri operatori sanitari tecnici di radiologia, di laboratorio, dietisti, assistenti sociali. Anche i responsabili dei servizi sanitari, i tecnici delle informazioni sanitarie e altro personale di assistenza e gli operatori di supporto sono considerati una parte essenziale dei team sanitari.
I professionisti sanitari sono lavoratori altamente qualificati, in professioni che solitamente richiedono una conoscenza approfondita, tra cui studi universitari che portano al conseguimento di una laurea di primo livello o di una qualifica superiore.
Spesso lavorano in ospedali, centri sanitari e altri punti di erogazione dei servizi, ma anche nella formazione accademica, nella ricerca e nell'amministrazione; alcuni forniscono servizi di assistenza e trattamento per i pazienti in strutture private. Molti paesi hanno un gran numero di operatori sanitari comunitari che lavorano al di fuori delle istituzioni sanitarie formali. 
Gli operatori sanitari sono comunemente raggruppati in categorie sanitarie. All'interno di ciascun campo di competenza, gli operatori sono spesso classificati in base al livello di competenza e alla specializzazione delle competenze. 
Un altro modo per classificare i professionisti sanitari è in base al sottocampo in cui esercitano, come salute mentale, assistenza alla gravidanza e al parto, assistenza chirurgica, assistenza riabilitativa o sanità pubblica.
Lavorare senza una abilitazione valida e aggiornata è solitamente illegale. Nella maggior parte delle giurisdizioni, la fornitura di servizi sanitari è regolamentata dal governo. Gli individui che forniscono servizi sanitari, infermieristici o altri servizi professionali senza la certificazione o l'abilitazione appropriata possono affrontare sanzioni e accuse penali.
Il numero di professioni soggette a regolamentazione, i requisiti per gli individui per ricevere la licenza professionale e la natura delle sanzioni che possono essere imposte per la mancata conformità variano a seconda delle giurisdizioni.

### Italia
Le professioni sanitarie nell'ordinamento italiano sono tutte quelle professioni i cui operatori, in forza di un titolo abilitante rilasciato/riconosciuto dalla Repubblica italiana, lavorano in campo sanitario.
Dal 2006 sono esclusivamente di livello universitario, sono poste sotto la vigilanza del Ministero della Salute, e per esercitare una di esse occorre aver conseguito una laurea magistrale a ciclo unico della durata di 5 anni o 6 anni nel caso di Medicina e Odontoiatria (Medico, Dentista, Farmacista, Veterinario), una Laurea (Infermiere, Ostetrico, Fisioterapista, Logopedista, Podologo, Dietista, Educatore Professionale, Audioprotesista,  Tecnico Sanitario di Radiologia Medica, Tecnico Ortopedico,  Tecnico Sanitario di Laboratorio Biomedico, Igienista Dentale,  Audiometrista, Assistente sanitario, Tecnico della Prevenzione nell'Ambiente e nei Luoghi di Lavoro, Ortottista, Terapista Occupazionale, Tecnico della Riabilitazione Psichiatrica, ecc.) o una laurea 3+2 (Psicologo, Chimico, Fisico, Biologo), dopo aver superato un esame di Stato per l'abilitazione alla relativa professione.
La responsabilità degli esercenti le professioni sanitarie si inserisce nel  filone della responsabilità giuridica professionale e si riferisce all'obbligo di rispondere delle conseguenze derivanti dalla propria illecita condotta (commissiva od omissiva) posta in essere in violazione di una norma, nel particolare derivante dai danni causati a un paziente a causa di errori, omissioni o violazioni degli obblighi professionali. La responsabilità sussiste quando è dimostrabile un nesso causale tra la lesione psicofisica del paziente e la condotta dell'operatore sanitario. In Italia il legislatore ha promulgato in proposito la L. 8 marzo 2017, n. 24 "Disposizioni in materia di sicurezza delle cure e della persona assistita, nonché in materia di responsabilità professionale degli esercenti le professioni sanitarie"  chiamata anche Legge “Gelli-Bianco”, dal nome dei due parlamentari che hanno presentato il relativo disegno: Federico Gelli, relatore alla Camera ed Amedeo Bianco, relatore al Senato.

#### Disciplina normativa italiana
La Corte costituzionale della Repubblica Italiana ha affermato che, ai sensi del riparto di competenze di cui all'art. 117 della Costituzione della Repubblica Italiana (parte II, Titolo V) e delle numerose pronunce della Consulta, la potestà legislativa regionale nella materia concorrente delle professioni sanitarie deve rispettare il principio secondo cui l'individuazione delle figure professionali, con i relativi profili e titoli abilitanti, è riservata, per il suo carattere necessariamente unitario, allo Stato, rientrando nella competenza delle Regioni la disciplina di quegli aspetti che presentano uno specifico collegamento con la realtà regionale.
Norme principali in tema sono:
- T.U. delle leggi sanitarie del 1934;
- D.M. 28.11.2000, Determinazione delle classi delle lauree universitarie specialistiche, pubblicato nella G. U. 23.01.2001 n.18, S.O.
- Direttiva comunitaria 2005/36 del 07.09.2005
- D.L.vo 09.11.2007 n. 206;
- D. Lgs. 02.05.1994, n. 319;
- D. Lgs. 27.01.1992, n. 115;
- Art. 6, comma 3, D. Lgs 30.12.1992, n. 502 e successive modifiche ed integrazioni;
- L. 10.08.2000, n. 251;
- L 26.02.1999, n. 42;
- L. 08.01.2002, n.1;
- D.M. 29.03.2001 Definizione delle figure professionali, ecc., pubblicato nella G. U. 23.05.2001, n. 118;
- D.M. 02.04.2001 Determinazione delle classi delle lauree specialistiche universitarie delle professioni sanitarie, pubblicato sul S. O. n.136, G.U. 05.06.2001, n.128;
- Direttiva comunitaria 89/48 CEE;
- Direttiva comunitaria 92/51/CEE;
- Direttiva comunitaria 2001/19/CE.
- Legge 1 febbraio 2006, n. 43[3]

È stata approvata in via definitiva dal Parlamento il 19 dicembre 2012 la legge sulle professioni non regolamentate (Disegno di legge nº 3270) e pubblicata in G.U. il 4 gennaio 2013, con la quale si dettano norme per il riconoscimento delle professioni non organizzate, dalle quali, però, restano fuori le attività riservate per legge alle professioni sanitarie.

L'art. 1 comma 2 di tale legge, infatti, precisa che: 
Tale comma quindi esclude dal campo di attività di «queste professioni non regolamentate» le attività riservate per legge alle 28 professioni sanitarie di livello universitario e poste sotto la vigilanza del Ministero della Salute.
Il 7 febbraio 2013 la conferenza Stato-Regioni ha approvato un provvedimento in cui viene ribadito che le attività di cura, diagnosi, prevenzione, assistenza e riabilitazione sono riservate alle professioni sanitarie poste sotto la vigilanza del Ministero della Salute; tali attività sono pertanto precluse ai soggetti di cui alla legge 4 gennaio 2013.
Il 15 febbraio 2018 è entrata in vigore la Legge 11 gennaio 2018 n. 3 "Delega al Governo in materia di sperimentazione clinica di medicinali nonché disposizioni per il riordino delle professioni sanitarie e per la dirigenza sanitaria del Ministero della Salute. (GU Serie Generale n. 25 del 31.01.2018) nota anche come Legge Lorenzin.

#### Professioni sanitarie in Italia
Le professioni sanitarie, poste sotto la vigilanza del Ministero della Salute, svolgono attività di prevenzione, diagnosi, assistenza, cura e riabilitazione. Alla luce della Legge 11 gennaio 2018 n. 3 sono le seguenti:
- Medico Chirurgo[10][11]
- Odontoiatra[12]
- Medico Veterinario[13]
- Biologo
- Chimico
- Farmacista[14]
- Fisico
- Psicologo[15]
- Professioni sanitarie infermieristiche e ostetriche:
  - Infermiere
  - Infermiere pediatrico
  - Ostetrico
- Professioni sanitarie della riabilitazione:[16]
  - Educatore professionale socio sanitario
  - Fisioterapista
  - Logopedista
  - Ortottista - assistente di oftalmologia
  - Tecnico della riabilitazione psichiatrica
  - Terapista della neuro e psicomotricità dell'età evolutiva
  - Terapista occupazionale
- Professioni  Sanitarie:
  - Area tecnico-diagnostica
    - Audiometrista
    - Tecnico sanitario di laboratorio biomedico
    - Tecnico di neurofisiopatologia
    - Tecnico sanitario di radiologia medica

  - Area tecnico-assistenziale
    - Dietista
    - Igienista dentale
    - Audioprotesista
    - Tecnico della fisiopatologia cardiocircolatoria e perfusione cardiovascolare
    - Tecnico ortopedico
- Professioni sanitarie della prevenzione:[16]
  - Assistente sanitario
  - Tecnico della prevenzione nell'ambiente e nei luoghi di lavoro

Accanto alle professioni sanitarie, esistono diverse figure sanitarie di livello non universitario che sono:
- Arti ausiliarie delle professioni sanitarie:
  - Massaggiatore capo bagnino degli stabilimenti idroterapici
  - Odontotecnico
  - Ottico
  - Puericultrice
  - Massofisioterapista
  - Operatore socio sanitario

L'ostepata e il chiropratico sono riconducibili dall'ordinamento giuridico italiano come professioni sanitarie, di cui però non è stato completamente definito l'iter universitario e burocratico definitivo.

#### Ordini professionali
Con il Decreto del 13 marzo 2018, attuativo della Legge n. 3 del 2018, vengono istituiti gli albi di 17 professioni sanitarie, fino ad oggi regolamentate e non ordinate, che entreranno a far parte dell’Ordine dei Tecnici sanitari di radiologia medica e delle professioni sanitarie tecniche, della riabilitazione e della prevenzione. Si completa così il quadro normativo per tutte le 22 professioni sanitarie, ognuna delle quali avrà un Albo professionale di riferimento.
Per l'esercizio di ciascuna delle professioni sanitarie in qualunque forma giuridica svolto, è necessaria l'iscrizione al rispettivo albo professionale.
Queste, quindi, sono le Federazioni nazionali degli ordini delle professioni sanitarie, ciascuna con uno o più albi degli iscritti:
- Federazione nazionale degli ordini dei medici chirurghi e degli odontoiatri
- Federazione Nazionale Ordini Farmacisti;
- Federazione nazionale ordini veterinari italiani;
- Federazione Nazionale Ordine dei Chimici e Fisici;
- Ordine nazionale dei biologi;
- Consiglio Nazionale Ordine degli Psicologi;
- Federazione Nazionale Ordini delle Professioni Infermieristiche;
- Federazione Nazionale degli Ordini della Professione di Ostetrica;
- Federazione nazionale Ordini dei Tecnici sanitari di radiologia medica e delle professioni sanitarie tecniche, della riabilitazione e della prevenzione

### Stati Uniti d'America
Negli Stati Uniti, secondo le leggi dello stato del Michigan, un individuo è colpevole di crimine se pratica una professione sanitaria senza una licenza personale o una abilitazione valida e i professionisti sanitari possono anche essere incarcerati se ritenuti colpevoli di esercitare oltre i limiti consentiti dalle loro licenze e registrazioni; le leggi statali definiscono l'ambito di pratica per la medicina, l'infermieristica e una serie di professioni sanitarie affini. In Florida, praticare attività medica senza la licenza appropriata è un crimine classificato come crimine di terzo grado, che può comportare una reclusione fino a cinque anni; l'esercizio di una professione sanitaria senza licenza che comporti gravi lesioni personali è considerato un reato di secondo grado, con una pena detentiva fino a 15 anni.

### Regno Unito
Nel Regno Unito, i professionisti sanitari sono regolamentati dallo Stato; l'UK Health and Care Professions Council protegge il titolo di ogni professione che regolamenta: ad esempio, è illegale definirsi un terapista occupazionale o un radiologo se non si è iscritto al registro tenuto dall'HCPC.